# Ладан, Пантелеймон Ефимович
Пантелеймон Ефимович Ладан — доктор ветеринарных наук, профессор,  академик Всесоюзной академии сельскохозяйственных наук, заслуженный деятель науки РСФСР, лауреат Государственной премии СССР.

## Биография и деятельность
Родился 27 июля 1908 года в станице Кущёвской Краснодарского края в семье крестьянина. В родной станице окончил школу 2-й ступени, затем работал заведующим сельской школой.
С 1928 года жизнь П. Е. Ладана связана с Новочеркасском, где он в 1931 году окончил ветеринарный факультет зооветеринарного института (НЗВИ) и аспирантуру, работал ассистентом кафедры животноводства. Защитив в 1937 году кандидатскую диссертацию, стал доцентом, а затем — заведующим кафедрой разведения сельскохозяйственных животных. В 1947 году в Казанском ветеринарном институте защитил диссертацию на степень доктора ветеринарных наук.
С 1960 года — директор Новочеркасского зооветеринарного института, затем (после слияния в 1962 году НЗВИ и сельскохозяйственного института в станице Персиановской) — ректор вновь образованного Донского сельскохозяйственного института (ныне Донской государственный аграрный университет).
За заслуги в развитии животноводства и многолетнюю плодотворную научно-педагогическую деятельность в 1969 году П. Е. Ладану присвоено звание Заслуженного деятеля науки РСФСР. Его труды посвящены племенному делу, селекции, проблемам кормления и содержания сельскохозяйственных животных.
П. Е. Ладан — один из авторов методик выведения новых и совершенствования старых пород сельскохозяйственных животных. Он научно обосновал теорию породообразовательного процесса, подтвердив её практическими результатами. Выведенные под его руководством северокавказская порода и донской специализированный мясной тип (ДМ-1) свиней хорошо известны не только в России, но и за рубежом, и стали выдающимися достижениями отечественной селекционной науки второй половины XX века.
П. Е. Ладан предложил систему организационных мероприятий по использованию научно регулируемого гетерозиса в свиноводстве, разработал и усовершенствовал методы оценки наследственных качеств животных. Он возглавлял научную работу групп учёных по созданию приборов для прижизненного определения мясомолочных качеств свиней и по использованию продуктов микробиологического синтеза в животноводстве. За исследования в этой области он был удостоен Государственной премии СССР.
П. Е. Ладан многие годы руководил отделением свиноводства Всесоюзной академии сельскохозяйственных наук. Его научные исследования находили и находят широкое применение в сельскохозяйственном производстве. Он основал научную школу, которая воспитала новое поколение специалистов сельского хозяйства, подготовил 14 докторов и 45 кандидатов наук, опубликовал более пятисот научных статей, брошюр, монографий, книг и учебников. П. Е. Ладан, благодаря своей исключительной прозорливости, мудрости и вере в людей воспитал двух ректоров Донского ГАУ — В. И. Степанова и А. И. Бараникова.
П. Е. Ладан награждён двумя орденами Ленина, орденом Октябрьской Революции, двумя орденами Трудового Красного Знамени, юбилейной медалью «За доблестный труд», золотой медалью им. академика М. Ф. Иванова, золотыми и серебряными медалями ВСХВ и ВДНХ СССР, удостоен наград ряда зарубежных стран.

## Память
- Школа № 61 имени академика Пантелеймона Ефимовича Ладана в посёлке Персиановский (Ростовская область)[1].